# Cinta Maju (Blang Pegayon)
Cinta Maju is een bestuurslaag in het regentschap Gayo Lues van de provincie Atjeh, Indonesië. Cinta Maju telt 666 inwoners (volkstelling 2010).